# Jonathan Breyne

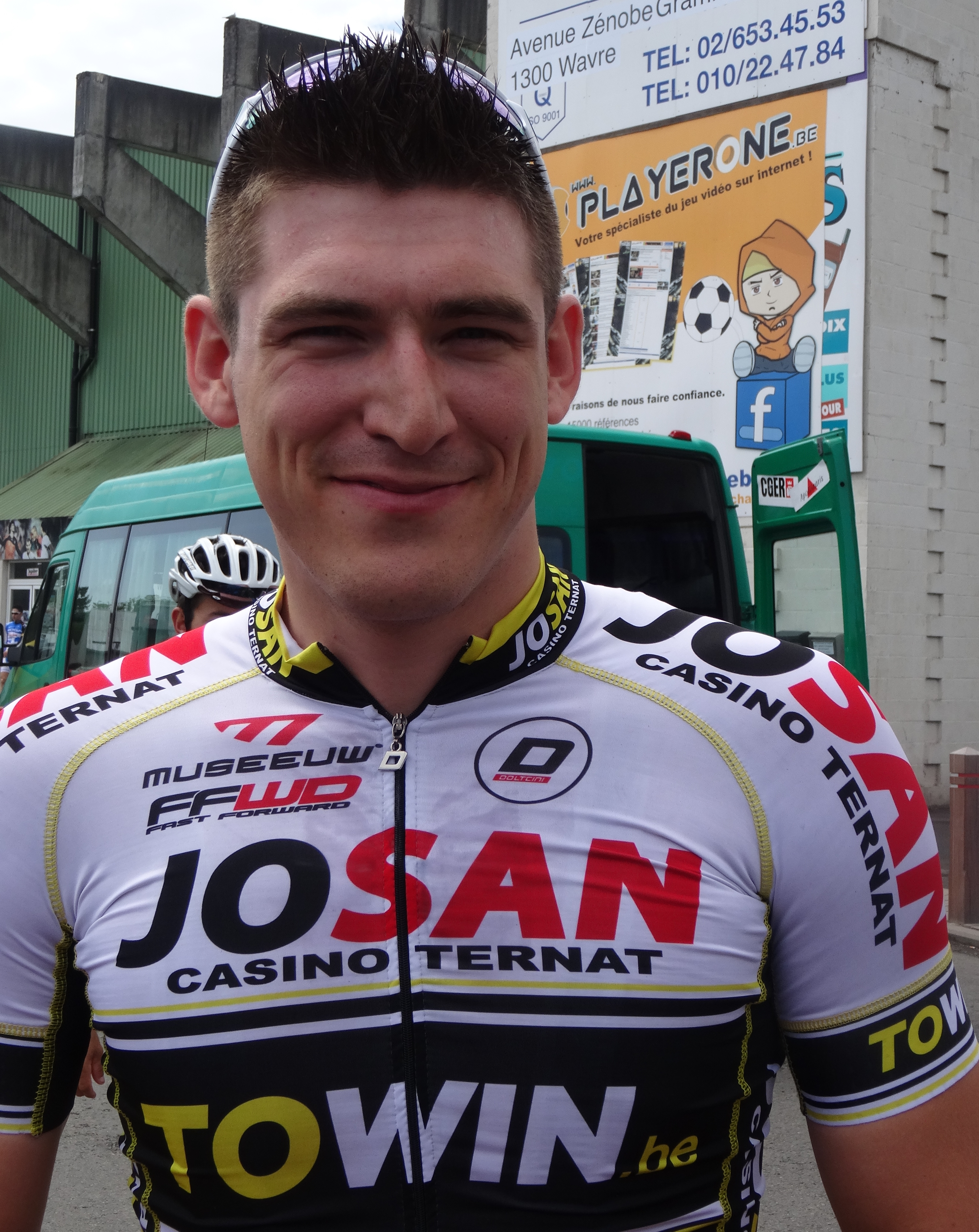
Jonathan Breyne 2014

Jonathan Breyne (* 4. Januar 1991 in Menen) ist ein ehemaliger belgischer Radrennfahrer, der auf Bahn- und Straße aktiv war.
Jonathan Breyne konnte 2008 die Gesamtwertung bei dem Juniorenrennen Keizer der Juniores Koksijde für sich entscheiden. Im nächsten Jahr gewann er jeweils eine Etappe beim Ster van Zuid-Limburg, beim Cup of Grudziadz Town President und bei der Trophée Centre Morbihan. Außerdem gewann er in der Juniorenklasse das Einzelzeitfahren und das Straßenrennen der Provinzalmeisterschaft Hennegau. Seit 2010 fährt Breyne für das belgische Qin Cycling Team. In seinem ersten Jahr dort gewann er eine Etappe bei der Ronde van Vlaams-Brabant und er gewann das U23-Zeitfahren bei der Provinzalmeisterschaft und bei der belgischen Landesmeisterschaft.
Nachdem im Dezember 2013 durch den Weltradsportverband UCI mitgeteilt wurde, dass Breyne bei der Tour of Qinghai Lake positiv auf das Dopingmittel Clenbuterol getestet wurde, versuchte er sich mit einer Überdosis Schlaftabletten das Leben zu nehmen, konnte das Krankenhaus nach einer Nacht der Beobachtung aber wieder verlassen.

## Erfolge
2010
- Belgischer Meister – Einzelzeitfahren (U23)

2012
- Belgischer Meister – Derny

2013
- eine Etappe Tour of Taihu Lake

## Teams
- 2010 Qin Cycling Team
- 2011 Landbouwkrediet
- 2012 Landbouwkrediet-Euphony
- 2013 Crelan-Euphony
- 2014 Josan-To Win Cycling Team